# استان شرقیه جنوبی
یکی از استان های جدید کشور عمان